# Stazione di Diano
La stazione di Diano è una fermata ferroviaria posta sulla linea Genova-Ventimiglia. Situata in parte nel territorio comunale di Diano San Pietro e in parte in quello di Diano Castello, serve anche il limitrofo comune di Diano Marina.

## Storia
La fermata è stata attivata l'11 dicembre 2016, in contemporanea con il nuovo tracciato a doppio binario della ferrovia Genova-Ventimiglia.

## Strutture e impianti
La fermata conta due binari, uno per ogni senso di marcia, serviti da due banchine laterali lunghe 295 metri.

## Galleria d'immagini

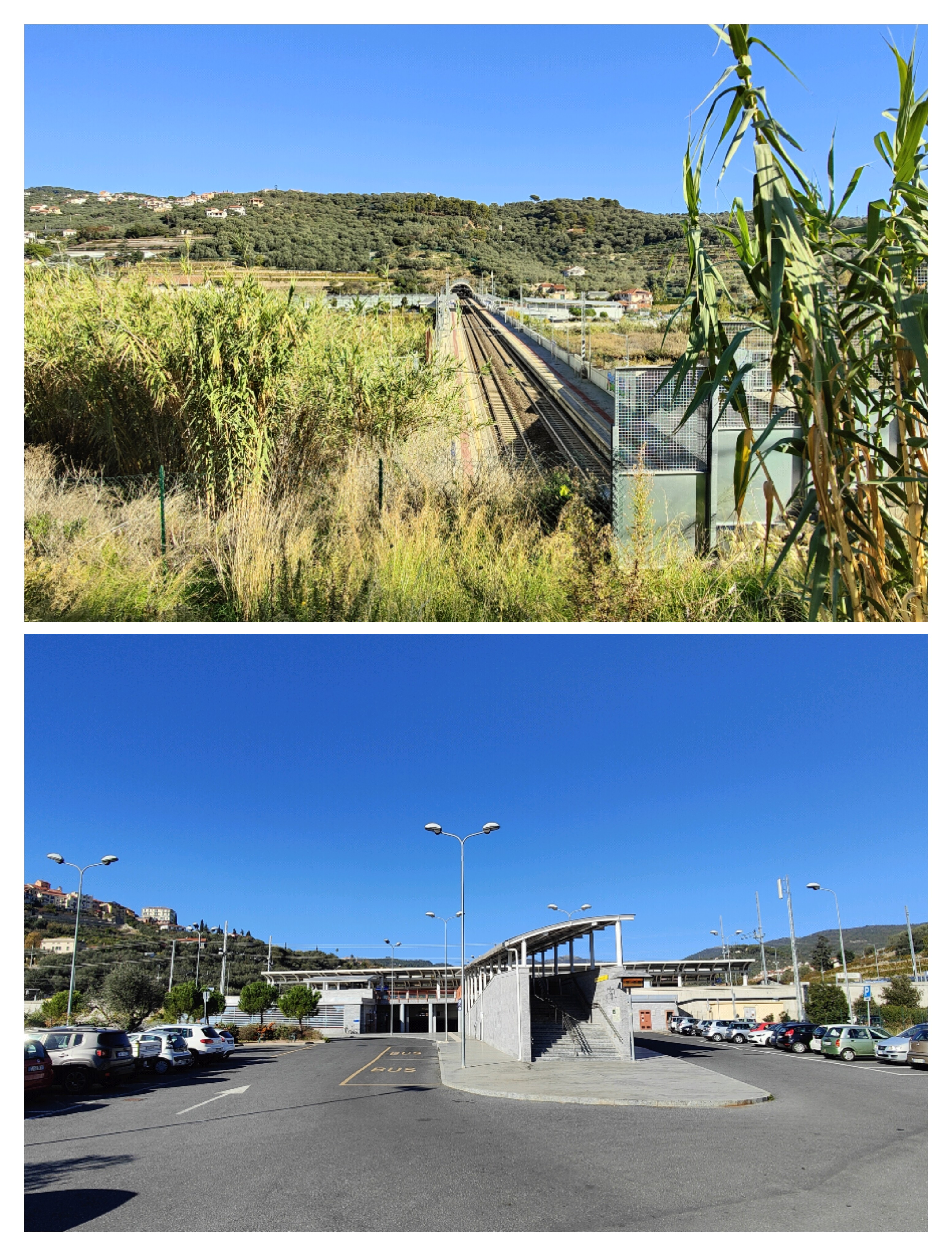
sopra: vista dalla S.S.36 per Diano San Pietro (Nov. 2022)
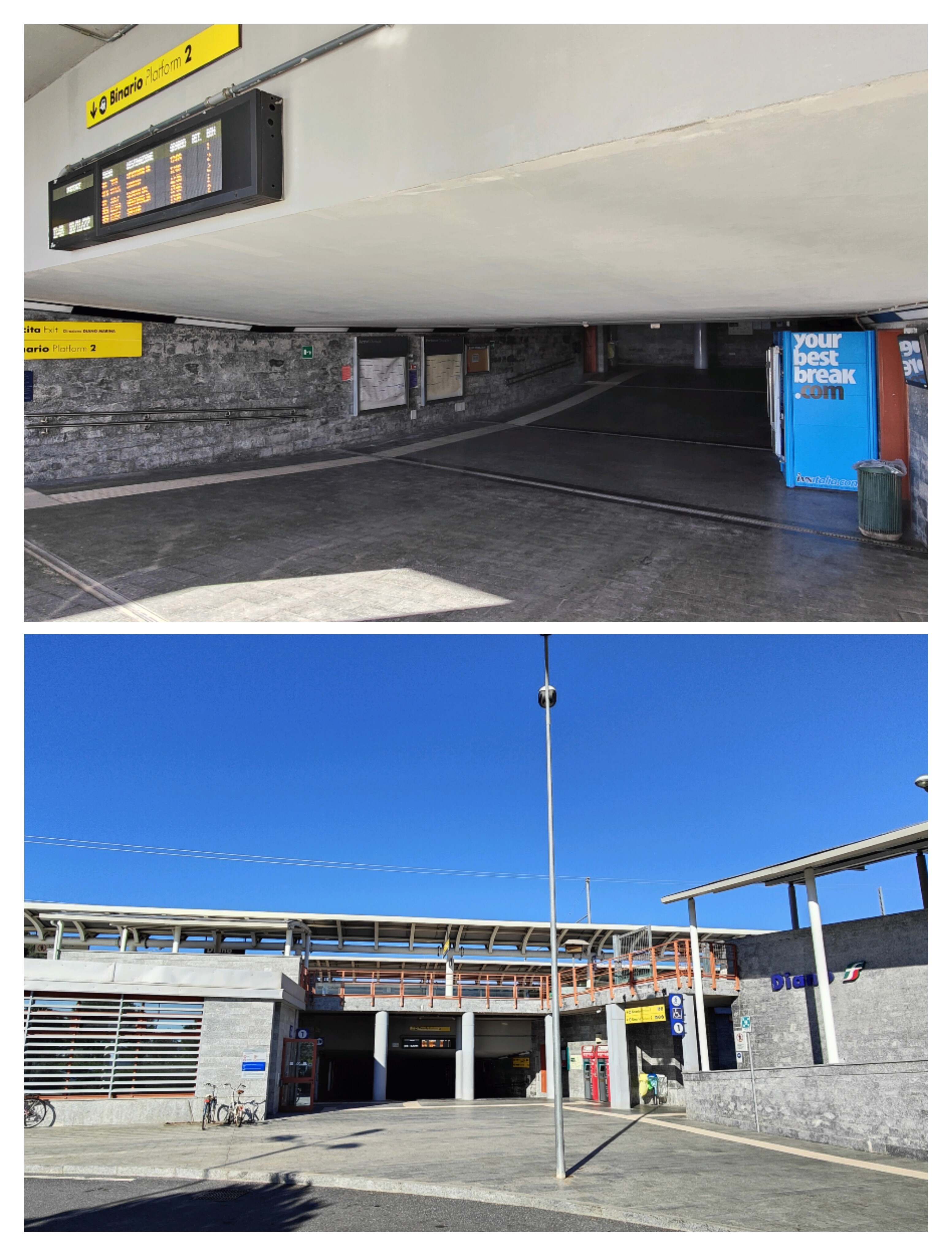
in alto:sottopasso per binari, foto sotto: ingresso (nov.2022)